# Christian Vachon
Christian Vachon (ur. 29 grudnia 1958) – francuski judoka. Zajął piąte miejsce na mistrzostwach świata w 1985; uczestnik zawodów w 1987. Wicemistrz Europy w 1987, a także zdobył pięć medali w drużynie. Srebrny medalista igrzysk śródziemnomorskich w 1987. Trzeci na ME juniorów w 1978. Mistrz Francji w 1983, 1985 i 1986 roku.
Jego brat Roger Vachon i żona Catherine Fleury-Vachon, również byli judokami.